# Ezekiel Cornell
Ezekiel Cornell (* 1732 in Scituate, Providence County, Colony of Rhode Island and Providence Plantations; † 25. April 1800 in Milford, Massachusetts) war ein US-amerikanischer Politiker, der als Delegierter aus Rhode Island am Kontinentalkongress teilnahm.
Nachdem er in seiner Heimat die öffentlichen Schulen besucht hatte, schlug Ezekiel Cornell eine berufliche Laufbahn als Mechaniker ein. Nach Ausbruch der amerikanischen Revolution schloss er sich der später in der Kontinentalarmee aufgehenden Miliz von Rhode Island an und wurde Lieutenant Colonel im von Colonel Daniel Hitchcock geleiteten Regiment. Unter anderem war er an der Belagerung von Boston beteiligt.
Ab dem 1. Oktober 1776 fungierte Cornell als stellvertretender Oberbefehlshaber (Deputy Adjutant General) der Streitkräfte seines Heimatstaates. Ebenfalls noch 1776 wurde er zum Brigadegeneral ernannt. Nachdem er am 16. März 1780 aus dem Militärdienst ausgeschieden war, nahm er noch im selben Jahr die Berufung zum Delegierten beim Kontinentalkongress an, der zu dieser Zeit in Philadelphia tagte. Cornell übte dieses Mandat bis 1782 aus, ehe er auf seine Farm in Scituate zurückkehrte.